# CP Большой Медведицы
CP Большой Медведицы (лат. CP Ursae Majoris) — одиночная переменная звезда в созвездии Большой Медведицы на расстоянии (вычисленном из значения параллакса) приблизительно 57020 световых лет (около 17483 парсеков) от Солнца. Видимая звёздная величина звезды — от +16,7m до +15,9m.

## Характеристики
CP Большой Медведицы — пульсирующая переменная звезда типа RR Лиры (RRAB).